# 大韓民国の消防
大韓民国の消防（だいかんみんこくのしょうぼう）では、韓国における消防制度に関して紹介する。韓国の消防制度は、中央（政府）には消防庁が、地方（広域自治団体と昌原市）には消防本部が置かれ、本部の下に消防署が置かれている。
山火事に対しては山林庁が対応する。

## 制度の歴史

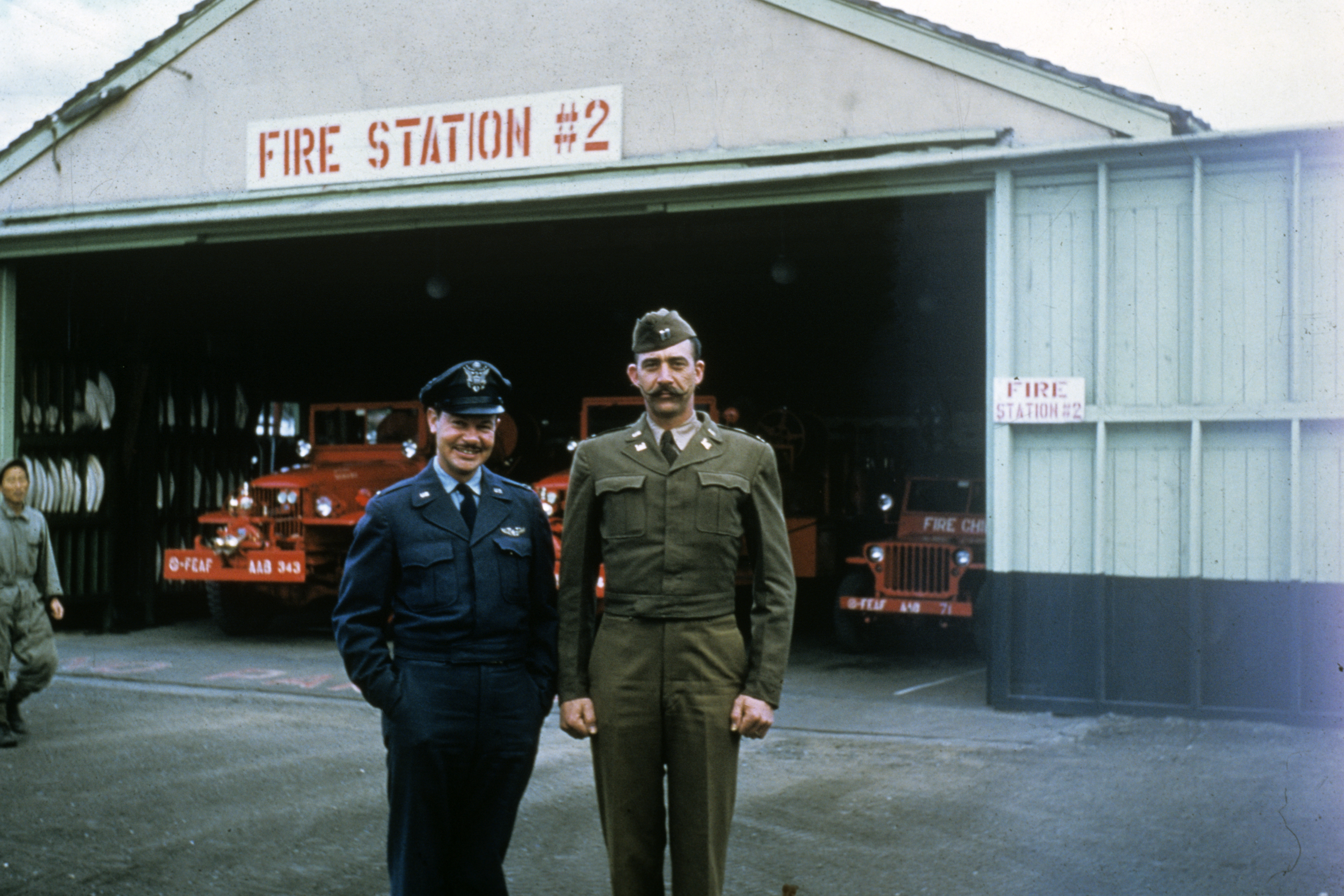
1953年、安養に設置された消防署

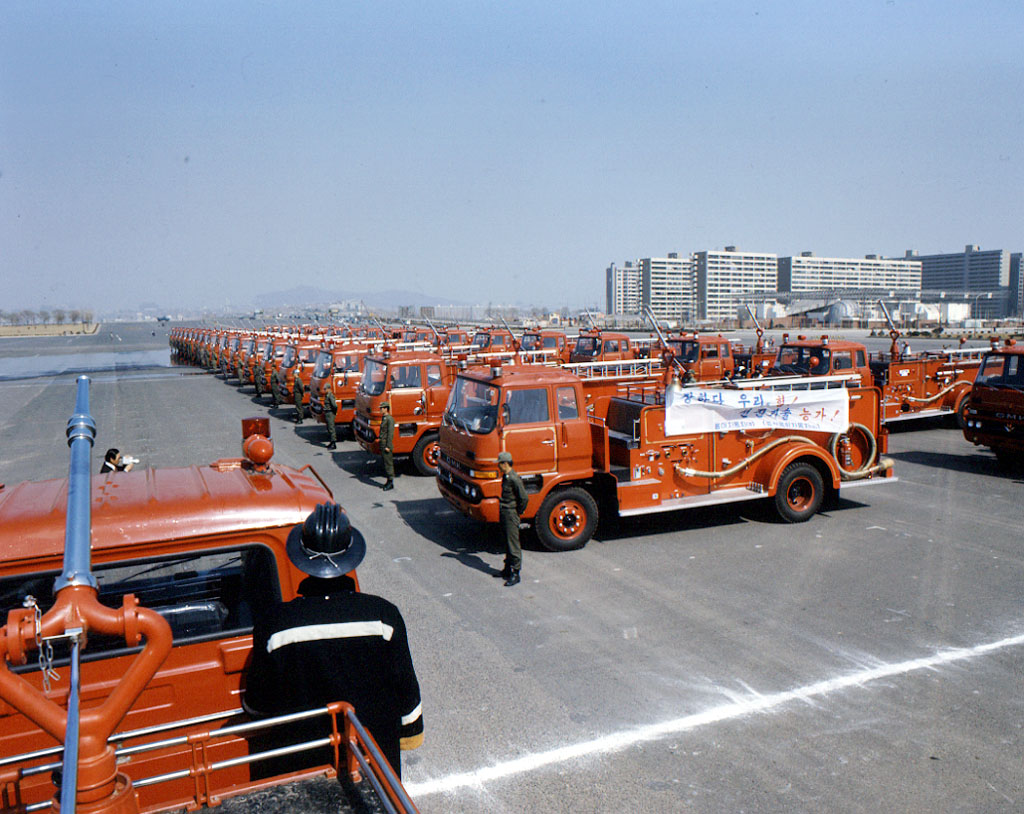
1977年、韓国最初の国産消防車（東亜自動車）引継ぎ式

1946年～1948年のアメリカ軍政時代に、それまで警察に属していた消防が独立し、初めて自治消防体制が敷かれた。中央には消防委員会と消防庁が設置され、地方には道消防委員会と地方消防庁が設置された。しかし、1948年に大韓民国政府が樹立された後、自治消防体制から国家消防体制に変更され、1958年に制定された消防法により、内務部（現・行政自治部）の国家警察本部内に消防課が設置、地方においては警察局内に消防課が設置された。また消防職員の身分は警察公務員法が適用される警察官となった。
1970年以降、消防制度についての見直しが行われ、1972年の政府組織法改正で、消防は警察から分離され、再び独立した組織となった。當時は、ソウル特別市と釜山直轄市の消防については自治消防、それ以外の道は国家消防という二本立ての制度となっていた。そして1975年、内務部に民防衛本部が設置され、その中の組織として消防局が設置された。1978年には消防公務員法が制定された。その後、1991年に消防法が改正され、1992年4月以降に市・道の広域自治消防が実施されることとなり、市・道に消防本部が設置、消防職員の大部分は地方公務員となった。
2003年、大邱地下鉄放火事件（2月）や台風14号（9月）による災害などで多数の死傷者が出たことをきっかけにこれまでの防災体制が抜本的に見直されることとなった。幾多の改正で体系や内容が複雑になっていたそれまでの消防法が廃止され、消防基本法を初めとする4つの法律に機能別に分離されたのを初め、2004年6月1日にこれまでの行政自治部防衛災難統制本部の一組織として置かれていた消防局を格上げし、政府組織法と災難及び安全管理基本法に基づいて行政自治部の外庁として消防防災庁が設置された。
2014年4月16日に起きたセウォル号沈没事故を機に、消防防災庁は海洋警察庁と共に解体され、再編後は国民安全処傘下の中央消防本部となった。その後政権交代に伴い2017年7月25日に国民安全処は廃止され、行政安全部の外庁として消防庁が設置された。

### 沿革一覧
| 1946年～1948年 | 米軍政 時代   | 自治消防体制       | 中央                     | 消防委員会、消防庁                              |
| 1946年～1948年 | 米軍政 時代   | 自治消防体制       | 地方                     | 道消防委員会、地方消防庁                        |
| 1948年～1970年 | 大韓民国 政府 | 国家消防体制       | 中央                     | 内務部治安局消防課                              |
| 1948年～1970年 | 大韓民国 政府 | 国家消防体制       | 地方                     | 警察局消防課、消防署                            |
| 1970年～1992年 | 大韓民国 政府 | 国家消防＋自治消防 | 中央                     | 内務部消防局                                    |
| 1970年～1992年 | 大韓民国 政府 | 国家消防＋自治消防 | ソウル特別市・釜山直轄市 | 自治消防                                        |
| 1970年～1992年 | 大韓民国 政府 | 国家消防＋自治消防 | ソウル・釜山以外の地方   | 警察局消防課、消防署                            |
| 1992年～       | 大韓民国 政府 | 市道自治消防       | 市道                     | 市道消防本部                                    |
| 1992年～       | 大韓民国 政府 | 市道自治消防       | 中央                     | 行政自治部消防局（2004年6月、消防防災庁に改編） |

| 1970年代 |          | 火災現場における急病患者移送を個別実施                              |
| 1980年   | 10月2日  | 大田消防署、救急車1台で救急業務遂行                                 |
| 1981年   | 6月      | 釜山市4消防署、救急車4台で救急業務遂行                              |
| 1982年   | 3月1日   | ソウル市8消防署、救急車8台で救急業務遂行                            |
| 1982年   | 6月9日   | 内務部第716号、保健社会部第447号共同訓令制定                        |
| 1983年   | 12月31日 | 消防法改正。消防の基本業務として救急業務が法制化される（30消防署）  |
| 1989年   | 8月18日  | 内務部例規制定。消防救急活動要項                                    |
| 1992年   | 8月31日  | 内務部例規第742号制定。救急隊の編成や運営に関する規定               |
| 2005年   | 8月22日  | 自治行政部令第296号改正。救助隊および救急隊の編成・運営に関する規則 |

| 1988年 | 4月30日  | 119救助隊員服制規定を内務部訓令として制定（第938号）                                 |
| 1988年 | 8月1日   | ソウルと釜山、大邱、仁川、光州、大田、水原の7市で119救助隊9隊が発足（ソウル市は3隊） |
| 1989年 | 12月30日 | 消防法改正。消防の基本業務として救助活動が法制化される                               |
| 1995年 | 12月17日 | 中央119救助隊が6チーム68人で発足                                                     |
| 1997年 | 12月20日 | 内務部令第747号制定。救急隊及び救急隊の編成運営に関する規則                          |
| 2005年 | 8月22日  | 自治行政部令第296号改正。救助隊および救急隊の編成・運営に関する規則                  |

## 消防制度
政府には行政安全部の外庁として消防防災庁（소방방재청）が、地方（広域自治団体：特別市・広域市・道・特別自治道、昌原市）には消防本部が置かれ、その本部の下に消防署が設置されている。なお消防本部の長（消防本部長）と消防署の長（消防署長）は、所管する市長や道知事の指揮監督を受ける立場にある。

### 消防本部
消防本部（소방본부）は、広域自治団体に18の本部、基礎自治体に1（昌原市）の本部が設置され、火災の予防・警戒・鎮圧・調査及び構造・救急などを担っている。なお消防本部の内、6箇所の消防本部（ソウル特別市・釜山広域市・光州広域市・京畿道・忠清南道・慶尚北道）には教育機関として地方消防学校が設置されている。また、大田広域市と済州特別自治道以外の消防本部には消防航空隊が設置されている。
（消防本部一覧）
- ソウル消防災難本部（서울소방재난본부）
- 釜山消防本部（부산 소방본부）
- 大邱消防安全本部（대구 소방안전본부）
- 仁川消防安全本部（인천 소방안전본부）
- 光州消防安全本部（광주 소방안전본부）
- 大田消防本部（대전 소방본부）
- 蔚山消防本部（울산 소방본부）
- 世宗消防本部（세종 소방본부）
- 昌原消防本部（창원 소방본부）
- 京畿道消防災難本部（경기도 소방재난본부）（漢江以南を管轄）
- 京畿道北部消防災難本部（경기도북부소방재난본부）（漢江以北を管轄）
- 江原道消防本部（강원도 소방본부）
- 忠清北道消防本部（충청북도 소방본부）
- 忠清南道消防安全本部（충청남도 소방안전본부）
- 全北消防安全本部（전북 소방안전본부）
- 全南消防本部（전남 소방본부）
- 慶尚北道消防本部（경상북도 소방본부）
- 慶尚南道消防本部（경상남도 소방본부）
- 済州消防防災本部（제주 소방방재본부）

### 消防署
消防本部の下、消防署（소방서、複数の基礎自治体を管轄とする消防署もある。）と119安全センター（119안전센터、消防署の出張所。なお済州特別自治道は119センター）が設置されている。この他に119救助隊（119구조대）、消防航空隊（15箇所）、消防艇隊（6箇所）、救急隊（27箇所）、119地域隊が組織されている。

### 消防公務員
消防業務を担う消防公務員（소방공무원）には、国家消防公務員と地方消防公務員の2種類がある。消防公務員の任用、教育訓練、服務、身分保障に関しては、国家公務員法又は地方公務員法の特例法として「消防公務員法」が適用される。消防公務員の階級は以下の表の通りである。消防公務員の数は2013年現在で39,519名で、内訳は国家消防公務員が322名、地方消防公務員が39,197名となっている。
| 職級                 | 職級         | 職位                                                                                               |
| 国家（ハングル）     | 地方         | 職位                                                                                               |
| -------------------- | ------------ | -------------------------------------------------------------------------------------------------- |
| 消防総監（소방총감） |              | 消防防災庁長（政務職）                                                                             |
| 消防正監（소방정감） | 地方消防正監 | 消防防災庁次長                                                                                     |
| 消防監（소방감）     | 地方消防監   | 消防防災本部長、中央消防学校長、ソウル・釜山・京畿消防本部長など                                   |
| 消防准監（소방준감） | 地方消防准監 | 消防防災庁チーム長、上記以外の市道消防本部長、ソウル・釜山消防本部課長、ソウル・京畿消防学校長など |
| 消防正（소방정）     | 地方消防正   | 上記以外の市道消防本部長課長、消防署長、地方消防学校長など                                         |
| 消防領（소방령）     | 地方消防領   | 消防本部係長、消防署課長など                                                                       |
| 消防警（소방경）     | 地方消防警   | 消防署課・係長など                                                                                 |
| 消防尉（소방위）     | 地方消防尉   | 派出所長、救助隊長など                                                                             |
| 消防長（소방장）     | 地方消防長   | 係員                                                                                               |
| 消防校（소방교）     | 地方消防校   | 係員                                                                                               |
| 消防士（소방사）     | 地方消防士   | 係員                                                                                               |

国家消防公務員の場合、消防領以上については消防防災庁長の推薦によって国務総理を経て大統領が任用する。地方消防公務員の場合は、市・道知事が任用する。

## 問題点
2010年代の安全センターや地域隊の中には、署員が3人しか配属されていない署が少なくなかった。この3人が12時間交代で勤務するため、出動時には対応できる人員は実質1人であり、この1人で消防車両を運転し1人で消火活動を行うという激務となっていた。